# Суничник дрібноплодий
Суничник дрібноплодий або червоний (Arbutus andrachne) — вічнозелене дерево родини вересових.

## Опис
Суничник дрібноплодий — єдине вічнозелене листяне дерево, що зростає на території Україні. Реліктовий вид, який зберігся з дольодовикового періоду.
Дерево заввишки від 5 до 12 м, зі стовбуром до 20 см в діаметрі і колінчасто-зігнутими гілками. Кора гладка, червона, тонка. У червні відшаровується клаптями, оголюючи молоду зелену кору, яка пізніше стає жовтою, а до кінця літа — коралово-червоною. Молоді пагони голі. Листки шкірясті, яйцеподібні, довгасто-яйцеподібні або довгасто-еліптичні, на верхівці тупі або іноді загострені, завдовжки 3-10 см та завширшки 1-6 см, при основі широко-клиноподібні або заокруглені, цілокраї, рідше по краю дрібнозубчасті, зверху темно-зелені, знизу сизі, на черешках завдовжки 1-4 см. Суцвіття — верхівкові, залозисто-пухнасті волоті або китиці завдовжки до 10 см. Квітки на коротких квітконіжках 2-5 мм; чашечка з п'ятьма округло-яйцюватими чашолистками; віночок білий або жовтуватий, яйцеподібний, довжиною 4,5 мм, з короткими зубцями (схожі на квіти конвалії). Квітне, залежно від місця зростання, з грудня до травня.
Плоди — ягодоподібні, багатонасінні кістянки, в діаметрі 1-1,5 см, численні, кулясті, помаранчеві або буро-помаранчеві, сітчасто зморшкуваті. Дозрівають восени. Не отруйні, але дрібні й сухуваті. Харчової цінності для людини не мають.

## Поширення
У природі ареал виду охоплює Східне Середземномор'я, узбережжя Чорного моря, Малу Азію і Закавказзя.
В Україні зустрічається у Кримських горах та на Південному березі Криму. Рідкісний вид, занесений у Червону книгу України. Суничник може досягати значного віку. За оцінкою вчених два дерева — в околицях Гаспри і на вершині Ай-Нікола — мають вік близько 1000 років.
Одиничні дерева або невеликі зарості суничника дрібноплодого збереглися лише в найбільш важкодоступних місцях Південного берега Криму. На території від мису Айя до Алушти знайдено близько 40 таких місць, зокрема на мисі Айя, на горах Кішка, Ай-Нікола, Аю-Даг, Кастель, мис Мартьян. Найбільшими локалітетами є мис Айя — Батилиман (111 дорослих особин та 52 підросту на 1 га), мис Мартьян (відповідно 136 та 55), гора Кастель (80 та 72).
Зростає на прибережних сухих вапнякових і шиферних скелях, переважно до висоти 200–300 м над рівнем моря. Найвище місце зростання знайдено на Байдаро-Кастропольській скельній стіні на висоті близько 700 метрів.
Посухостійка рослина. Під час сильної посухи скидає листя.
|                                                                                                |  |  |  |  |
| Зліва направо: Стовбур з корою, що відшарувалася. Листя. Квіти. Недозрілі плоди. Стиглі плоди. |  |  |  |  |